# Consciencia animal

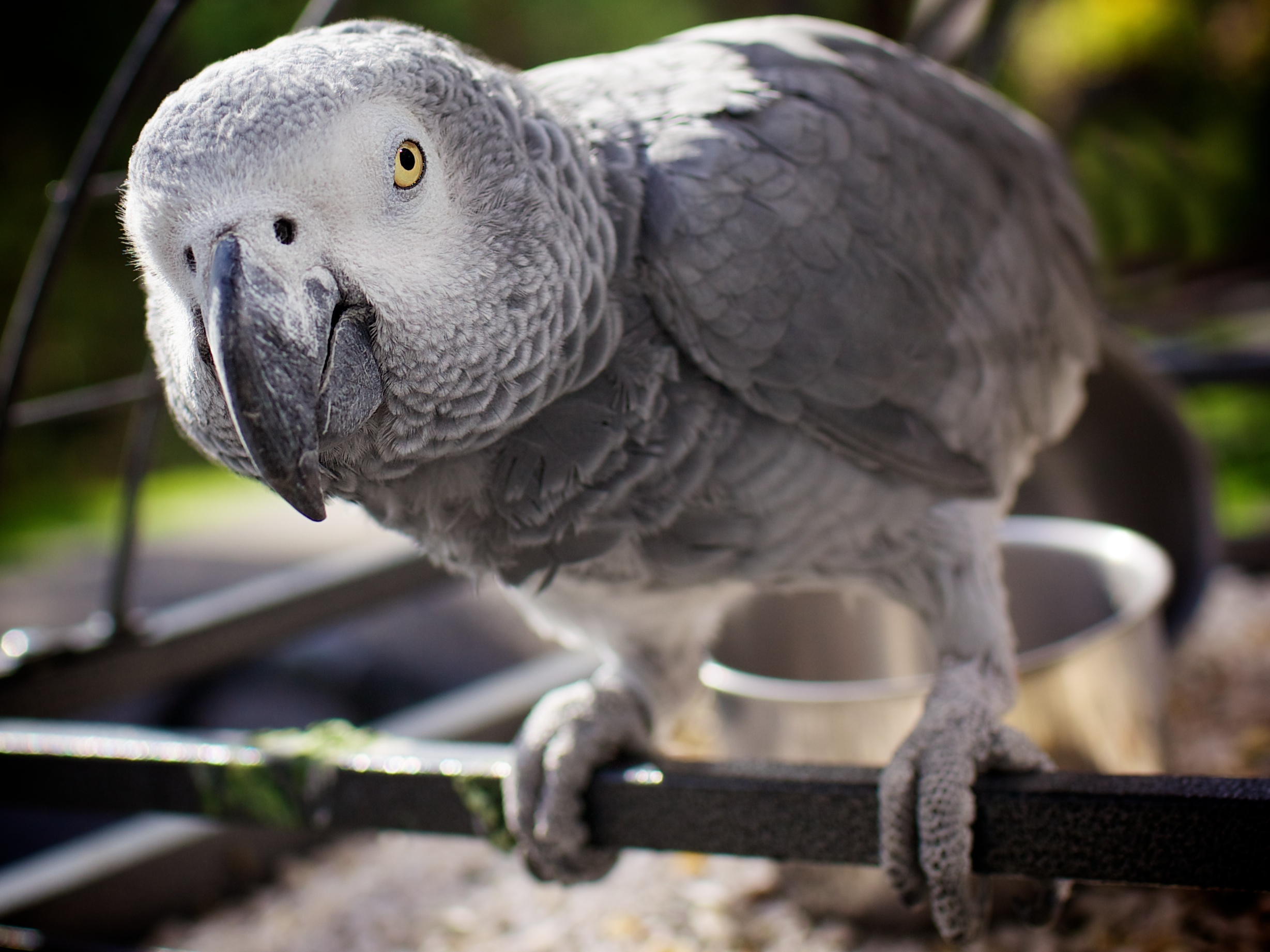
"Niveles de consciencia cercanos al del humano" han sido observados en el loro gris africano

La consciencia animal (o conciencia animal) es la calidad o estado de conciencia propia de un animal, es decir, de experimentar subjetivamente los objetos externos o bien algo dentro de él mismo.  La conciencia ha sido definida como: sentidos, estar al corriente del mundo circundante, subjetividad, la capacidad de experimentar, estar despierto, tener un sentido de identidad, y el sistema ejecutivo de control de la mente. A pesar de la dificultad en definirla, muchos filósofos creen que hay una intuición subyacente compartida en términos generales sobre qué es consciencia.
La mayoría de los científicos que estudian el tema reconocen que los organismos con sistema nervioso central tienen alguna capacidad cerebral para sentir sufrimiento y disfrute en forma de experiencias conscientes. El 7 de julio de 2012 un prominente grupo internacional de neurocientificos cognitivos se dieron cita en la Universidad de Cambridge (Reino Unido) para celebrar la Francis Crick Memorial Conference 2012, que trató sobre la consciencia en los humanos y animales dieron a conocer la Declaración de Cambridge sobre la Conciencia (Cambridge Declaration on Consciousness), en la cual se reconoce que otros animales distintos al ser humano también poseen consciencia. También se discute en qué medida los invertebrados tienen esas capacidades.
El tema de la consciencia animal es desglosado con algunas dificultades. Plantea el problema de otras mentes de forma especialmente definida porque los animales, careciendo de la capacidad de expresar lenguaje humano, no pueden comunicar sus experiencias con el detalle al que estamos acostumbrados.

## Declaración de Nueva York sobre la Consciencia Animal
La Declaración de Nueva York sobre la Consciencia Animal fue firmada por 264 profesores líderes, investigadores, neurobiólogos, profesores de ciencias naturales y comportamiento animal que se reunieron para discutir el futuro del compromiso humano con las especies no humanas. La declaración, de cuatro párrafos, se dio a conocer el 19 de abril de 2024 en una conferencia de un día llamada La ciencia emergente de la conciencia animal que se celebró en la Universidad de Nueva York.
La declaración actualiza el esfuerzo más reciente para establecer un consenso científico sobre la conciencia animal. La nueva declaración amplía el alcance de la  Declaración de Cambridge sobre la Conciencia de 2012 y también está redactada de forma más cuidadosa.